# 選抜高等学校野球大会 (群馬県勢)
選抜高等学校野球大会（いわゆる「春の甲子園」「センバツ」）においての群馬県勢の成績について記す。

## 大会結果
| 大会                 | 選出校                    | 試合結果 | 試合結果                         | 成績     |
| -------------------- | ------------------------- | -------- | -------------------------------- | -------- |
| 1933年（第10回大会） | 桐生中（初出場）          | 1回戦    | ● 0 - 3 海草中                   | 初戦敗退 |
| 1936年（第13回大会） | 桐生中（3年ぶり2回目）    | 1回戦    | ○ 9 - 7 熊本工                   | 準優勝   |
| 1936年（第13回大会） | 桐生中（3年ぶり2回目）    | 2回戦    | ○ 2 - 1 小倉工                   | 準優勝   |
| 1936年（第13回大会） | 桐生中（3年ぶり2回目）    | 準々決勝 | ○ 1 - 0 東邦商                   | 準優勝   |
| 1936年（第13回大会） | 桐生中（3年ぶり2回目）    | 準決勝   | ○ 5 - 4 育英商                   | 準優勝   |
| 1936年（第13回大会） | 桐生中（3年ぶり2回目）    | 決勝     | ● 1 - 2x 愛知商                  | 準優勝   |
| 1939年（第16回大会） | 桐生中（3年ぶり3回目）    | 2回戦    | ● 0 - 5 熊本工                   | 初戦敗退 |
| 1940年（第17回大会） | 桐生中（2年連続4回目）    | 1回戦    | ● 0 - 1 愛知商                   | 初戦敗退 |
| 1941年（第18回大会） | 桐生中（3年連続5回目）    | 1回戦    | ● 0 - 6 滝川中                   | 初戦敗退 |
| 1947年（第19回大会） | 桐生中（6年ぶり6回目）    | 1回戦    | ○ 6 - 3 今宮中                   | ベスト4  |
| 1947年（第19回大会） | 桐生中（6年ぶり6回目）    | 2回戦    | ○ 10 - 2 海草中                  | ベスト4  |
| 1947年（第19回大会） | 桐生中（6年ぶり6回目）    | 準々決勝 | ○ 3 - 2 津島中                   | ベスト4  |
| 1947年（第19回大会） | 桐生中（6年ぶり6回目）    | 準決勝   | ● 3 - 4 徳島商                   | ベスト4  |
| 1948年（第18回大会） | 桐生工（初出場）          | 1回戦    | ● 2 - 5 高知商                   | 初戦敗退 |
| 1950年（第22回大会） | 桐生（3年ぶり7回目）      | 1回戦    | ○ 9 - 3 洛陽                     | ベスト8  |
| 1950年（第22回大会） | 桐生（3年ぶり7回目）      | 準々決勝 | ● 2 - 3 長良                     | ベスト8  |
| 1952年（第24回大会） | 桐生工（4年ぶり2回目）    | 2回戦    | ○ 1 - 0 豊橋時習館               | ベスト8  |
| 1952年（第24回大会） | 桐生工（4年ぶり2回目）    | 準々決勝 | ● 0 - 1 鳴尾                     | ベスト8  |
| 1955年（第27回大会） | 桐生（5年ぶり8回目）      | 2回戦    | ○ 1x - 0 天理                    | 準優勝   |
| 1955年（第27回大会） | 桐生（5年ぶり8回目）      | 準々決勝 | ○ 12 - 0 明星                    | 準優勝   |
| 1955年（第27回大会） | 桐生（5年ぶり8回目）      | 準決勝   | ○ 6 - 3 高田                     | 準優勝   |
| 1955年（第27回大会） | 桐生（5年ぶり8回目）      | 決勝     | ● 3 - 4x 浪華商（延長11回）      | 準優勝   |
| 1956年（第28回大会） | 桐生（2年連続9回目）      | 2回戦    | ○ 2 - 0 西条                     | ベスト8  |
| 1956年（第28回大会） | 桐生（2年連続9回目）      | 準々決勝 | ● 2 - 3 中京商                   | ベスト8  |
| 1964年（第36回大会） | 桐生（8年ぶり10回目）     | 2回戦    | ● 3 - 6 平安                     | 初戦敗退 |
| 1965年（第37回大会） | 東農大二（初出場）        | 1回戦    | ○ 4 - 0 岐阜短大付               | ベスト8  |
| 1965年（第37回大会） | 東農大二（初出場）        | 2回戦    | ○ 5 - 4 大谷                     | ベスト8  |
| 1965年（第37回大会） | 東農大二（初出場）        | 準々決勝 | ● 0 - 5 市和歌山商               | ベスト8  |
| 1966年（第38回大会） | 前橋工（初出場）          | 1回戦    | ● 0 - 1 平安                     | 初戦敗退 |
| 1967年（第39回大会） | 桐生（3年ぶり11回目）     | 1回戦    | ○ 4 - 3 松山商                   | 2回戦    |
| 1967年（第39回大会） | 桐生（3年ぶり11回目）     | 2回戦    | ● 2 - 3 高知                     | 2回戦    |
| 1978年（第50回大会） | 前橋（初出場）            | 1回戦    | ○ 1 - 0 比叡山                   | 2回戦    |
| 1978年（第50回大会） | 前橋（初出場）            | 2回戦    | ● 0 - 14 福井商                  | 2回戦    |
| 1978年（第50回大会） | 桐生（11年ぶり12回目）    | 1回戦    | ○ 3 - 1 豊見城                   | ベスト4  |
| 1978年（第50回大会） | 桐生（11年ぶり12回目）    | 2回戦    | ○ 7 - 0 岐阜                     | ベスト4  |
| 1978年（第50回大会） | 桐生（11年ぶり12回目）    | 準々決勝 | ○ 4 - 0 郡山                     | ベスト4  |
| 1978年（第50回大会） | 桐生（11年ぶり12回目）    | 準決勝   | ● 2 - 3 浜松商                   | ベスト4  |
| 1979年（第51回大会） | 前橋工（15年ぶり2回目）   | 1回戦    | ○ 11 - 0 田辺商                  | 2回戦    |
| 1979年（第51回大会） | 前橋工（15年ぶり2回目）   | 2回戦    | ● 0 - 1 川之江                   | 2回戦    |
| 1980年（第52回大会） | 東農大二（15年ぶり2回目） | 1回戦    | ● 3 - 7 松江商                   | 初戦敗退 |
| 1981年（第53回大会） | 高崎（初出場）            | 1回戦    | ● 1 - 11 星稜                    | 初戦敗退 |
| 1986年（第58回大会） | 関東学園大付（初出場）    | 1回戦    | ● 4 - 6 防府商                   | 初戦敗退 |
| 1990年（第62回大会） | 前橋商（初出場）          | 1回戦    | ● 1 - 9 新田                     | 初戦敗退 |
| 1991年（第63回大会） | 桐生第一（初出場）        | 1回戦    | ○ 10 - 6 奈良                    | ベスト8  |
| 1991年（第63回大会） | 桐生第一（初出場）        | 2回戦    | ○ 4 - 3 帝京                     | ベスト8  |
| 1991年（第63回大会） | 桐生第一（初出場）        | 準々決勝 | ● 2 - 3 市川                     | ベスト8  |
| 1992年（第64回大会） | 東農大二（12年ぶり3回目） | 1回戦    | ● 1 - 2 佐賀商                   | 初戦敗退 |
| 1995年（第67回大会） | 前橋工（16年ぶり3回目）   | 1回戦    | ○ 5 - 4 高知                     | ベスト8  |
| 1995年（第67回大会） | 前橋工（16年ぶり3回目）   | 2回戦    | ○ 4x - 3 育英                    | ベスト8  |
| 1995年（第67回大会） | 前橋工（16年ぶり3回目）   | 準々決勝 | ● 2 - 3 銚子商                   | ベスト8  |
| 1996年（第68回大会） | 太田市商（初出場）        | 1回戦    | ● 5 - 6 浜松工                   | 初戦敗退 |
| 1997年（第69回大会） | 前橋商（7年ぶり2回目）    | 1回戦    | ● 0 - 2 浜松工                   | 初戦敗退 |
| 1999年（第71回大会） | 高崎商（初出場）          | 1回戦    | ● 6 - 7x 高田（延長14回）        | 初戦敗退 |
| 2002年（第74回大会） | 前橋（24年ぶり2回目）     | 1回戦    | ● 1 - 2 九州学院                 | 初戦敗退 |
| 2004年（第76回大会） | 桐生第一（13年ぶり2回目） | 1回戦    | ● 0 - 10 明徳義塾                | 初戦敗退 |
| 2006年（第78回大会） | 高崎商（7年ぶり2回目）    | 1回戦    | ● 3 - 4 日本文理                 | 初戦敗退 |
| 2007年（第79回大会） | 桐生第一（3年ぶり3回目）  | 1回戦    | ● 0 - 2 都城泉ヶ丘               | 初戦敗退 |
| 2009年（第81回大会） | 前橋商（12年ぶり3回目）   | 1回戦    | ● 3 - 4 南陽工                   | 初戦敗退 |
| 2009年（第81回大会） | 高崎商（3年ぶり3回目）    | 1回戦    | ● 0 - 2 報徳学園                 | 初戦敗退 |
| 2010年（第82回大会） | 前橋工（15年ぶり4回目）   | 1回戦    | ● 0 - 4 宮崎工                   | 初戦敗退 |
| 2011年（第83回大会） | 前橋育英（初出場）        | 1回戦    | ● 1 - 7 九州国際大付             | 初戦敗退 |
| 2012年（第84回大会） | 健大高崎（初出場）        | 1回戦    | ○ 9 - 3 天理                     | ベスト4  |
| 2012年（第84回大会） | 健大高崎（初出場）        | 2回戦    | ○ 3 - 1 神村学園                 | ベスト4  |
| 2012年（第84回大会） | 健大高崎（初出場）        | 準々決勝 | ○ 9 - 1 鳴門                     | ベスト4  |
| 2012年（第84回大会） | 健大高崎（初出場）        | 準決勝   | ● 1 - 3 大阪桐蔭                 | ベスト4  |
| 2012年（第84回大会） | 高崎（31年ぶり2回目）     | 1回戦    | ● 2 - 7 近江                     | 初戦敗退 |
| 2014年（第86回大会） | 桐生第一（7年ぶり4回目）  | 1回戦    | ○ 5 - 1 今治西                   | ベスト8  |
| 2014年（第86回大会） | 桐生第一（7年ぶり4回目）  | 2回戦    | △ 1 - 1 広島新庄（延長15回）     | ベスト8  |
| 2014年（第86回大会） | 桐生第一（7年ぶり4回目）  | 2回戦    | ○ 4 - 0 広島新庄（再試合）       | ベスト8  |
| 2014年（第86回大会） | 桐生第一（7年ぶり4回目）  | 準々決勝 | ● 4 - 5 龍谷大平安               | ベスト8  |
| 2015年（第87回大会） | 健大高崎（3年ぶり2回目）  | 1回戦    | ○ 9 - 1 宇部鴻城                 | ベスト8  |
| 2015年（第87回大会） | 健大高崎（3年ぶり2回目）  | 2回戦    | ○ 3 - 1 天理                     | ベスト8  |
| 2015年（第87回大会） | 健大高崎（3年ぶり2回目）  | 準々決勝 | ● 2 - 3 東海大四                 | ベスト8  |
| 2016年（第88回大会） | 桐生第一（2年ぶり5回目）  | 1回戦    | ● 5 - 9 滋賀学園                 | 初戦敗退 |
| 2017年（第89回大会） | 前橋育英（6年ぶり2回目）  | 1回戦    | ○ 5 - 1 中村                     | 2回戦    |
| 2017年（第89回大会） | 前橋育英（6年ぶり2回目）  | 2回戦    | ● 0 - 4 報徳学園                 | 2回戦    |
| 2017年（第89回大会） | 健大高崎（2年ぶり3回目）  | 1回戦    | ○ 11 - 1 札幌第一                | ベスト8  |
| 2017年（第89回大会） | 健大高崎（2年ぶり3回目）  | 2回戦    | △ 7 - 7 福井工大福井（延長15回） | ベスト8  |
| 2017年（第89回大会） | 健大高崎（2年ぶり3回目）  | 2回戦    | ○ 10 - 2 福井工大福井（再試合）  | ベスト8  |
| 2017年（第89回大会） | 健大高崎（2年ぶり3回目）  | 準々決勝 | ● 4 - 5 秀岳館                   | ベスト8  |
| 2020年（第92回大会） | 健大高崎（3年ぶり4回目）  | 交流試合 | ● 1 - 4 帯広農                   | （中止） |
| 2020年（第92回大会） | 桐生第一（4年ぶり6回目）  | 交流試合 | ● 2 - 3 明石商                   | （中止） |
| 2021年（第93回大会） | 健大高崎（2年連続5回目）  | 1回戦    | ○ 6 - 2 下関国際                 | 2回戦    |
| 2021年（第93回大会） | 健大高崎（2年連続5回目）  | 2回戦    | ● 0 - 4 天理                     | 2回戦    |
| 2023年（第95回大会） | 健大高崎（2年ぶり6回目）  | 2回戦    | ● 2 - 7 報徳学園                 | 初戦敗退 |
| 2024年（第96回大会） | 健大高崎（2年連続7回目）  | 1回戦    | ○ 4 - 0 学法石川                 | 優勝     |
| 2024年（第96回大会） | 健大高崎（2年連続7回目）  | 2回戦    | ○ 4 - 0 明豊                     | 優勝     |
| 2024年（第96回大会） | 健大高崎（2年連続7回目）  | 準々決勝 | ○ 6 - 1 山梨学院                 | 優勝     |
| 2024年（第96回大会） | 健大高崎（2年連続7回目）  | 準決勝   | ○ 5 - 4 星稜                     | 優勝     |
| 2024年（第96回大会） | 健大高崎（2年連続7回目）  | 決勝     | ○ 3 - 2 報徳学園                 | 優勝     |
| 2025年（第97回大会） | 健大高崎（3年連続8回目）  | 1回戦    | ○ 3 - 1 明徳義塾（延長10回TB）   | ベスト4  |
| 2025年（第97回大会） | 健大高崎（3年連続8回目）  | 2回戦    | 〇 4 - 3 敦賀気比                | ベスト4  |
| 2025年（第97回大会） | 健大高崎（3年連続8回目）  | 準々決勝 | 〇 9 - 1 花巻東                  | ベスト4  |
| 2025年（第97回大会） | 健大高崎（3年連続8回目）  | 準決勝   | ● 1 - 5 横浜                     | ベスト4  |

## 通算成績
| 出場 | 試合 | 勝利 | 敗戦 | 引分 | 勝率 | 優勝 | 準優勝 | ベスト4 | ベスト8 |
| ---- | ---- | ---- | ---- | ---- | ---- | ---- | ------ | ------- | ------- |
| 49   | 92   | 44   | 46   | 2    | .489 | 1    | 2      | 4       | 9       |

## 学校別成績
| 校名         | 出場 | 勝敗       | 直近出場 | 最高成績 |
| ------------ | ---- | ---------- | -------- | -------- |
| 桐生         | 12回 | 17勝12敗   | 1978年   | 準優勝   |
| 健大高崎     | 8回  | 16勝6敗1分 | 2025年   | 優勝1回  |
| 桐生第一     | 6回  | 4勝5敗1分  | 2020年   | ベスト8  |
| 前橋工       | 4回  | 3勝4敗     | 2010年   | ベスト8  |
| 東農大二     | 3回  | 2勝3敗     | 1992年   | ベスト8  |
| 前橋商       | 3回  | 0勝3敗     | 2009年   | 初戦敗退 |
| 高崎商       | 3回  | 0勝3敗     | 2009年   | 初戦敗退 |
| 前橋育英     | 2回  | 1勝2敗     | 2017年   | 2回戦    |
| 桐生工       | 2回  | 1勝2敗     | 1952年   | ベスト8  |
| 前橋         | 2回  | 1勝2敗     | 2002年   | 2回戦    |
| 高崎         | 2回  | 0勝2敗     | 2012年   | 初戦敗退 |
| 市太田       | 1回  | 0勝1敗     | 1996年   | 初戦敗退 |
| 関東学園大付 | 1回  | 0勝1敗     | 1986年   | 初戦敗退 |